# Falacia del apostador
La falacia del jugador o falacia de Montecarlo es una falacia lógica por la que se cree erróneamente que los sucesos pasados afectan a los futuros en lo relativo a actividades aleatorias independientes, como en muchos juegos de azar. Puede comprender las siguientes ideas equivocadas:
- Un suceso aleatorio tiene más probabilidad de ocurrir porque no ha ocurrido durante cierto período.
- Un suceso aleatorio tiene menos probabilidad de ocurrir porque ha ocurrido durante cierto período.
- Un suceso aleatorio tiene más probabilidad de ocurrir si no ocurrió recientemente.
- Un suceso aleatorio tiene menos probabilidad de ocurrir si ocurrió recientemente.

Las anteriores son ideas equivocadas que surgen cotidianamente en razonamientos sobre probabilidades, muchos de los cuales se han estudiado con gran profundidad. Mucha gente pierde dinero apostando debido a su creencia errónea en esta falacia.
Sencillamente, las probabilidades de que algo suceda la próxima vez no están necesariamente relacionadas con lo que ya sucedió, especialmente en muchos juegos de azar. Esto suele resumirse en la frase "Los dados (o la moneda) no tienen memoria", pues su naturaleza es la misma, independientemente del número de tiros y resultados previos.

## Un ejemplo: lanzar una moneda
La falacia del jugador puede ilustrarse considerando el lanzamiento repetido de una moneda. Si esta está equilibrada, las opciones de que salga cara son exactamente 0,5 (una de cada dos). Las opciones de que salgan dos caras seguidas es 0,5×0,5=0,25 (una de cada cuatro), las de obtener tres caras seguidas son 0,5×0,5×0,5=0,125 (una de cada ocho), y así sucesivamente.
Supongamos que se han sacado cuatro caras seguidas. Un creyente en la falacia del jugador diría: «Si en el siguiente lanzamiento saliese cara, habrían salido cinco consecutivas. La probabilidad de que esto suceda es {\displaystyle 0,5^{5}=0,03125}, por tanto en el siguiente lanzamiento la probabilidad de que salga cara es sólo 1 entre 32.»
Este es el paso falaz en el razonamiento. Si la moneda está equilibrada y se excluye la posibilidad de caer de canto, entonces por definición la probabilidad debe ser siempre 0,5 tanto para cara como para cruz. Aunque la probabilidad de lograr una serie de cinco caras consecutivas es de sólo 1 cada 32 (0,03125), lo es antes de que la moneda se tire por primera vez. Después de los primeros cuatro lanzamientos los resultados ya no son desconocidos, y por tanto no cuentan. La probabilidad de lograr cinco caras consecutivas es la misma que la de cuatro caras y una cruz. Cada uno de los dos posibles resultados tiene la misma probabilidad independientemente del número de veces que la moneda se haya lanzado antes y de los resultados obtenidos. Razonar que es más probable que el próximo lanzamiento sea cruz en vez de cara debido a los anteriores lanzamientos es la falacia: la idea de que una racha de suerte pasada influye de alguna forma en las posibilidades futuras.
A veces los jugadores arguyen: «Acabo de perder cuatro veces seguidas. Como la moneda está equilibrada y por tanto a la larga los resultados lo estarán también, si me limito a seguir jugando terminaré por recuperar mi dinero». Sin embargo, es irracional considerar las cosas «a la larga» comenzando desde antes de empezar a jugar: debe considerarse a la larga desde la posición actual, y no puede esperarse que el juego se equilibre desde la posición inicial, pues ya se acumulan cuatro juegos perdidos.
Como ejemplo, la estrategia popular de doblar la apuesta (comenzar con 1, si se pierde apostar 2, luego 4, etcétera hasta que se gane) no funciona; véase martingala (ruleta). Situaciones como estas se investigan en la teoría matemática de los caminos aleatorios. Esta y otras estrategias parecidas canjean muchas pequeñas ganancias por unas pocas pérdidas enormes (como en este caso) o viceversa. Con una cantidad infinita de capital disponible, podría adoptarse esta estrategia; en otro caso es mejor apostar una cantidad fija solo porque es más fácil estimar cuánto puede perderse en una hora o día de juego.
Adviértase que la falacia del jugador es bastante diferente del siguiente hilo de razonamiento (que lleva a la conclusión opuesta): «la moneda da cara más veces que cruz, por lo que no está equilibrada, así que apostaré que en el siguiente lanzamiento también saldrá cara». Esto no es una falacia, si bien el primer paso (del argumento a partir de un número finito de observaciones a la afirmación de sesgo de la moneda) es muy delicado y en sí mismo proclive a falacias de su propio tipo peculiar.
Un chiste de matemáticos demuestra la naturaleza de la falacia. Cuando vuela en avión, un hombre decide llevar siempre una bomba consigo. «Las probabilidades de que en un avión haya una bomba son muy pequeñas —razona—, ¡así que las probabilidades de que haya dos bombas son casi nulas!»
Algunos afirman que la falacia del jugador es un sesgo cognitivo provocado por una heurística psicológica llamada heurística de la representatividad. [cita requerida]

## Otros ejemplos
- La probabilidad de que una pareja con dos hijas tenga otra es la misma que la de que tenga un hijo, o que la de otra pareja con dos hijos (excluyendo influencias genéticas).
- La probabilidad de ganar en la lotería jugando siempre el mismo número es la misma que jugando un número diferente cada vez: las probabilidades solo dependen de los números en juego.

## Falsos ejemplos
Hay muchas situaciones en las que la falacia del jugador podría parecer superficialmente aplicable, cuando de hecho no lo es:
- Cuando la probabilidad de sucesos diferentes es no independiente, la probabilidad de sucesos futuros puede cambiar según los resultados de los pasados. Un ejemplo de esto es la extracción de cartas de la misma baraja (sin reponer las que se extraen). Si se extrae una sota, es menos probable que la siguiente carta extraída sea una sota y es más probable que sea cualquier otro número. Así, las probabilidades de extraer una sota, suponiendo que era la primera carta extraída y que no hay comodines, se habrían reducido de 4/52 (7,69%) a 3/51 (5,88%), mientras las de sacar cualquier otro número se habrían incrementado de 4/52 (7,69%) a 4/51 (7,84%).
- Cuando la probabilidad de cada resultado no es idéntica, como en el caso de un dado trucado, un número que haya salido más veces en el pasado tiende a continuar así, si es el favorecido por el peso añadido al dado. Esto puede ser a su vez una falacia si de hecho el dado no está trucado y los jugadores son honestos. Esto es un ejemplo del principio de Hume: veinte cruces seguidas indican que es mucho más probable que la moneda esté trucada en lugar de que no lo esté y que el siguiente lanzamiento tenga un 50% de posibilidades para cara o cruz.
- Cuando el resultado de sucesos futuros puede verse afectado si se permite que factores externos cambien la probabilidad de los sucesos (por ejemplo, cambios en las reglas de un juego afectan al rendimiento de un equipo deportivo). Además, el éxito de un jugador debutante puede disminuir a medida que los equipos contrarios descubren sus debilidades y las explotan. El jugador debe entonces intentar compensar y dar aleatoriedad a su estrategia, desembocando en la teoría de juegos.
- Muchos acertijos engañan al lector haciéndolo creer que son un ejemplo de la falacia del jugador, como el problema de Monty Hall. De forma parecida, si lanzo dos monedas y digo que al menos una salió cara, ¿cuál es la probabilidad de que ambas sean cara? Podría responderse que 50%, ¿no?. Esto es incorrecto: si digo que uno de los dos lanzamientos fue cara entonces estoy eliminando el resultado cruz-cruz, dejando los resultados cara-cara, cruz-cara y cara-cruz. Estos tres resultados tienen la misma probabilidad, por lo que cara-cara sucede una de cada tres veces (33%). Si hubiese especificado que el primer lanzamiento fue cara, entonces las probabilidades de que el segundo fuese cara sería del 50%.
- La falacia también afecta en los analistas de tendencias de bolsa e inversiones, producido por la validación sistemática de predicciones erróneas de análisis gráficos, basados en una probabilidad mínima del 50% de cumplimiento de la predicción. Lo que da significado a los míticos análisis hombro cabeza hombro con doble techo en forma de M.